# Правовая система Литвы

Сейм Литовской Республики

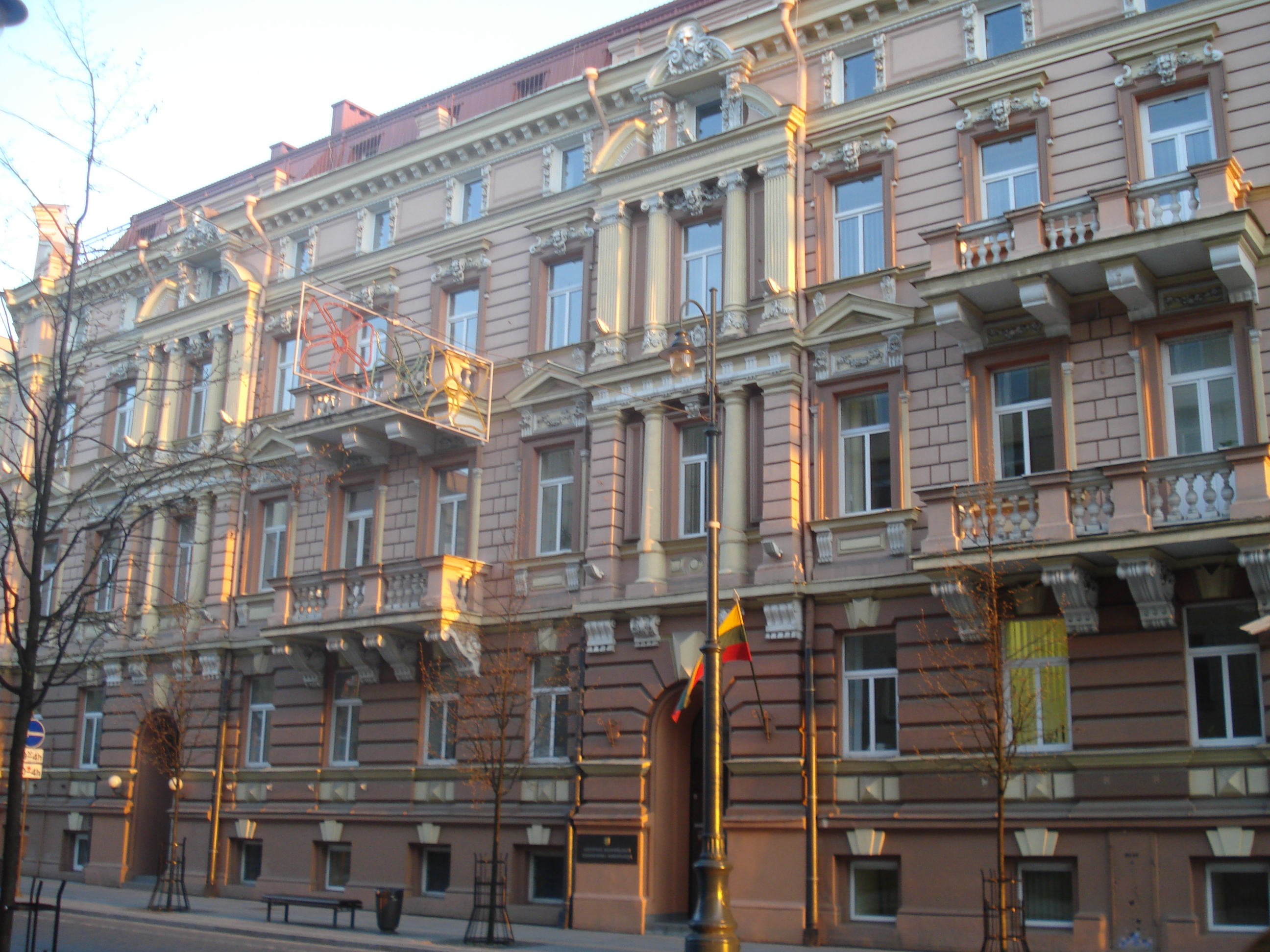
Министерство юстиции Литвы

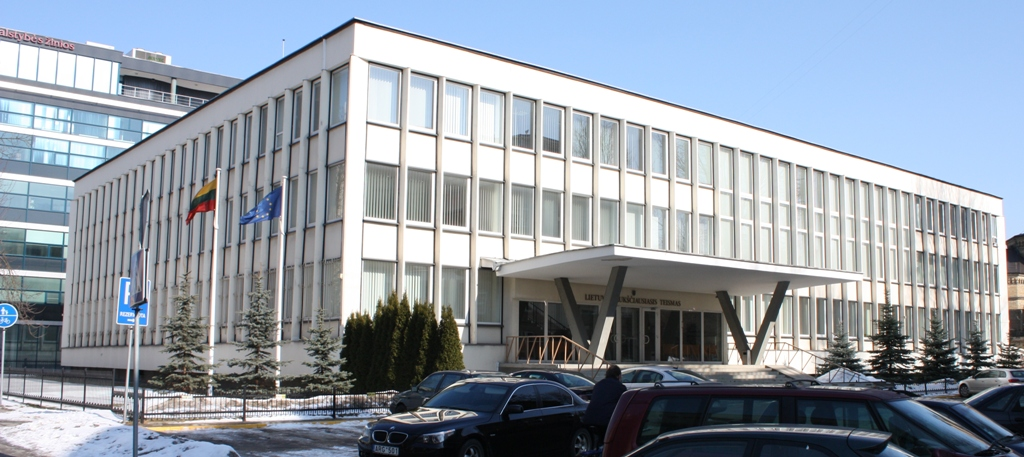
Верховный суд Литвы

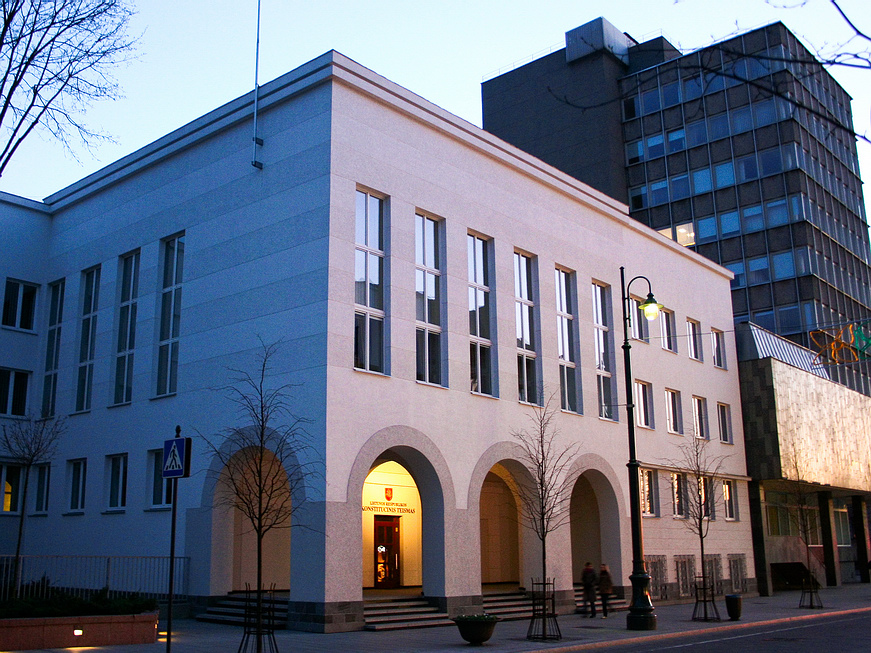
Конституционный суд Литвы

Правовая система Литовской Республики — совокупность национальной системы права и международно-правовых обязательств Литовской Республики, правовой культуры общества и правовой практики в Литвы.
С распадом СССР в 1991 году было связано окончательное установление современного суверенного Литовского государства.
25 октября 1992 года на референдуме была принята действующая Конституция Литовской Республики.